# Masdevallia melanoxantha
Masdevallia melanoxantha är en orkidéart som beskrevs av Jean Jules Linden och Heinrich Gustav Reichenbach. Masdevallia melanoxantha ingår i släktet Masdevallia och familjen orkidéer. Inga underarter finns listade i Catalogue of Life.

## Bildgalleri

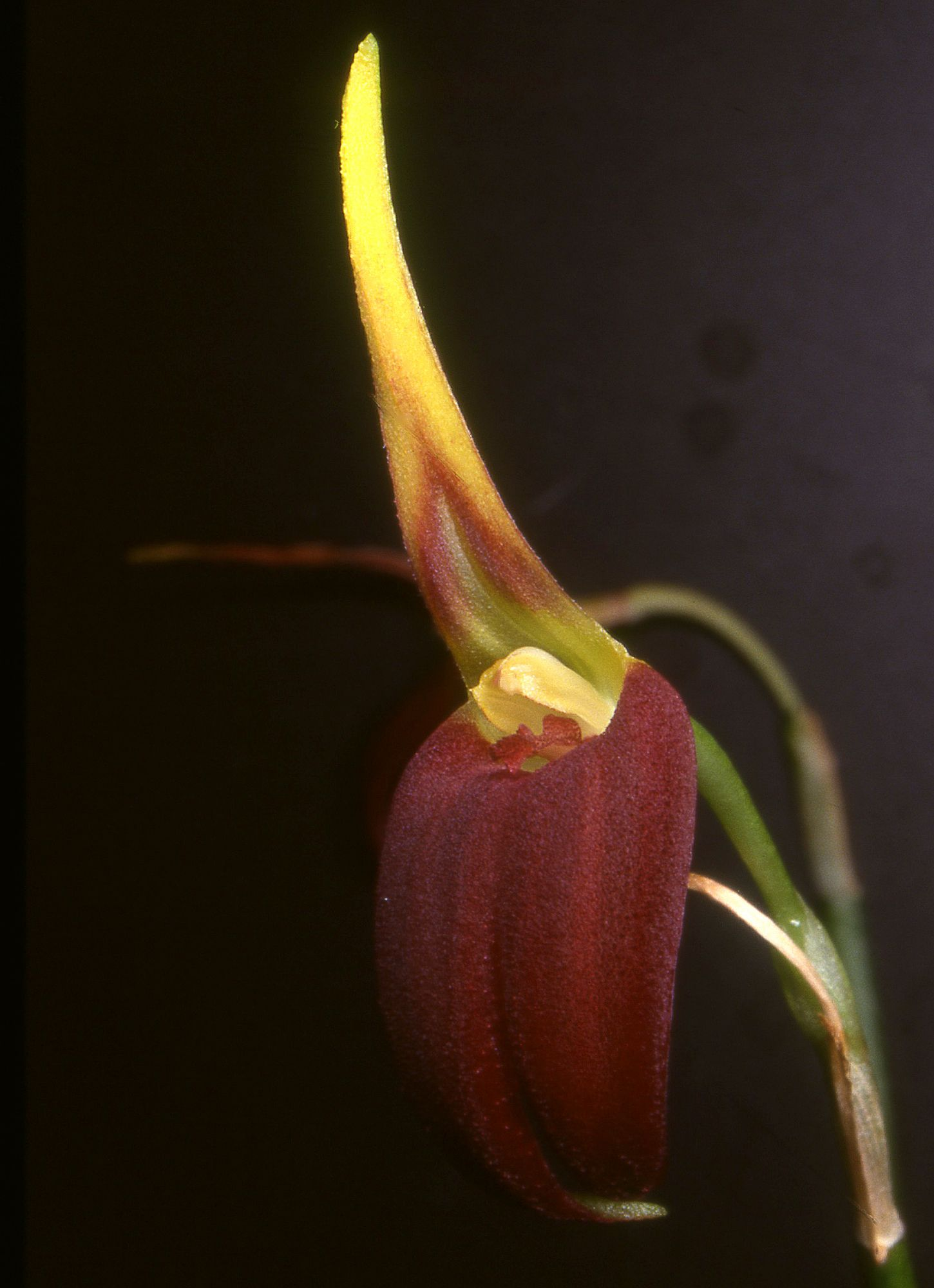